# ميوا تاكادا
ميوا تاكادا (بالكانا:たかだ みわ) هي مغنية وممثلة يابانية، ولدت في 5 يناير 1947 في اليابان.

## وصلات خارجية
- ميوا تاكادا على موقع IMDb (الإنجليزية)
- ميوا تاكادا على موقع روتن توميتوز (الإنجليزية)
- ميوا تاكادا على موقع ألو سيني (الفرنسية)
- ميوا تاكادا على موقع قاعدة بيانات الفيلم (الإنجليزية)